# EcoRI

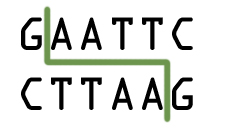
Séquence d'ADN reconnue par EcoRI. La ligne verte matérialise le lieu de la coupure.

EcoRI (Eco « R » un) est une enzyme de restriction produite par la souche bactérienne Escherichia coli, bactérie commensale du système digestif humain. Son site de reconnaissance est le suivant :
```
   5'-GAATTC-3'
   3'-CTTAAG-5'

```

La plupart du temps, les sites de restriction sont palindromiques, c’est-à-dire que la séquence d'ADN est la même lorsqu'on la lit du sens 5' vers 3'.
Il s'agit d'une endonucléase de restriction de type II, ce qui est très commun chez les bactéries. 
EcoRI se déplace en glissant le long du squelette phosphate-sucre de l'ADN. EcoRI peut se lier à l'ADN de 2 façons : d'une façon spécifique à son site de reconnaissance, immobile, menant au clivage de l'ADN, et d'une façon moins serrée et non spécifique, permettant son déplacement. Ces 2 façons sont appliquées de façon alternative et continue.      
La coupure dans l'ADN sera décalée sur chaque brin de quelques nucléotides. La coupure est dite génératrice d'extrémités cohésives (en opposition aux extrémités franches où il n'y a pas de décalage dans la coupure, obtenue par EcoRV, une autre enzyme de restriction).      